# Sânnicolau German
Sânnicolau German (în română 1924: Sânnicolaul Nemțesc) a fost o localitate din Banat, astăzi inclusă în orașul Sânnicolau Mare. A fost înființată în 1752 de către coloniști germani (circa 40 de familii de șvabi). S-a constituit ca o colonie distinctă la marginea Sânnicolaului Mare. În 1764-1765 au sosit noi valuri de coloniști.